# Lazy pod Makytou
Lazy pod Makytou (maďarsky Láz) jsou obec v okrese Púchov na Slovensku. Žije zde přibližně 1 200 obyvatel. První písemná zmínka o obci pochází z roku 1475.
V obci stojí evangelický chrám z roku 1846 a menší římskokatolický kostel Narození Panny Marie z roku 1801. Nachází se zde také Pomník padlých Mladoňovanů, prohlášený za národní kulturní památku.

## Přírodní poměry
V katastrálním území obce leží přírodní rezervace Čertov.

## Administrativní členění
Obec se skládá z částí: Čertov, Dolná Dubková, Horná Dubková, Lamže, Lazy pod Makytou, Makýtka, Mladoňov, Olšová, Panština, Potok, Rieka, Tisové.
Na území obce leží osady: Hranica, Ráztoka, Pytlovec, Zabité, Pastorkovce – Skálie, Široké, Šulíkovec, Lieskovec, Javorové, Matuše, Rezákovce, Kršle, Paliesek, Hlboké, Danče, Svečkové a Dlhé.

## Pamětihodnosti

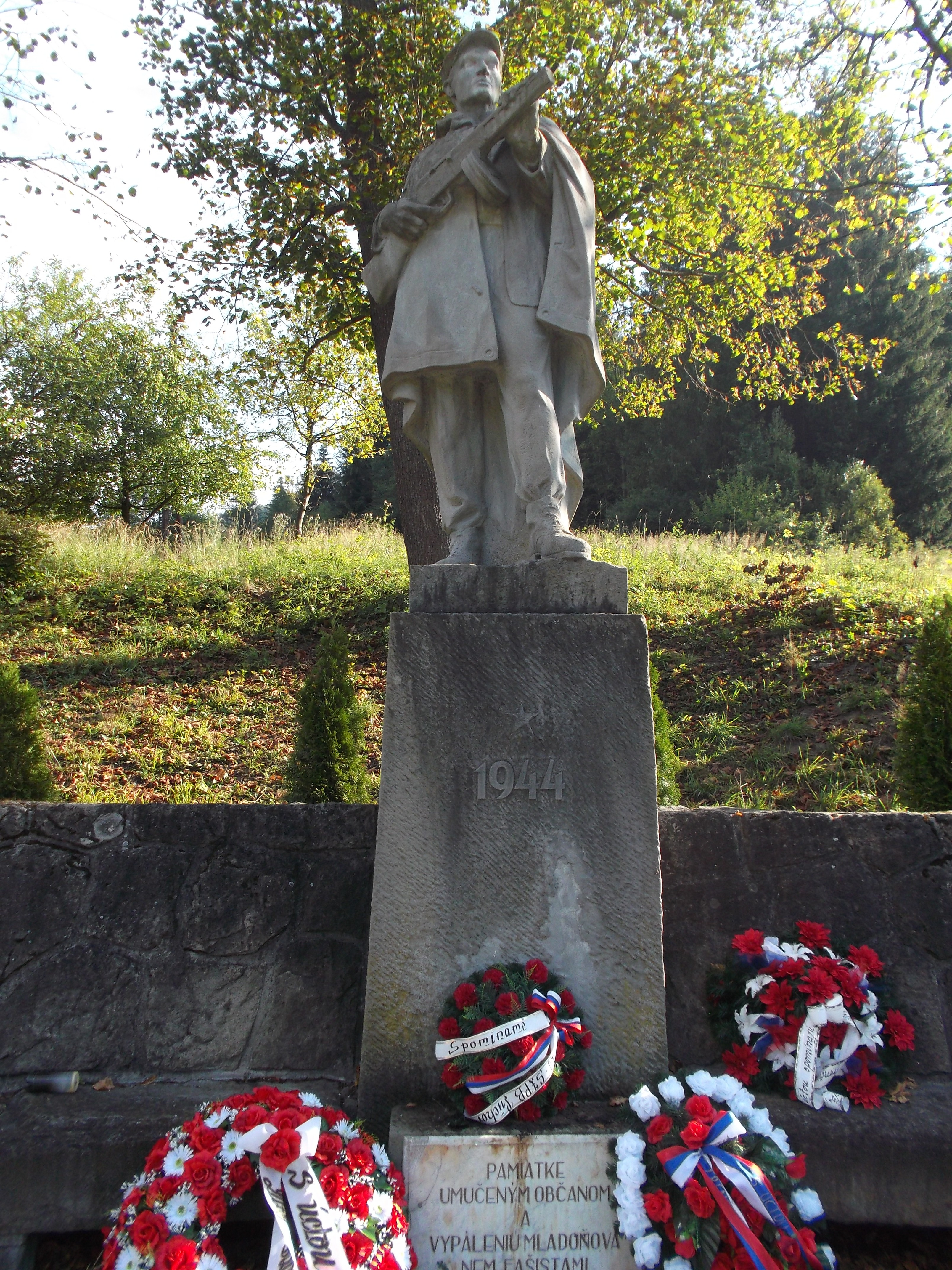
Pomník padlých v Mladoňově

- Římskokatolický kostel Narození Panny Marie je jednolodní klasicistní stavba s představenou věží, ukončená polokruhovým presbytářem. Pochází z roku 1801. Stojí na místě staršího dřevěného kostela. Byl rekonstruován na konci 19. století, počátkem 20. století a po roce 1945. Tehdy jej kostelní malíř R. O. Dollinger opatřil výmalbou. V plochostropém interiéru se nachází klasicistní hlavní oltář z doby vzniku kostela spolu s mladším obrazem z konce 19. století (kopie B. E. Murilla). Kazatelna s obrazem Dobrého pastýře na parapetu je klasicistní, pochází ze stejného období jako oltář. Fasády jsou členěné segmentově ukončenými okny se šambránami. Věž se skosenými nárožími je členěná kordonovými římsami a ukončená korunní římsou s terčíkem a barokní helmicí. Ve věži jsou zvony z roku 1721, které pocházejí ze staršího kostela.[3]
- Evangelický kostel je jednolodní pozdně klasicistní stavba se segmentově ukončeným presbytářem a integrálně začleněnou věží. Pochází z let 1846–1859. Stojí na místě starší toleranční stavby. V roce 1927 dostal pozměněnou fasádu. Ze staršího inventáře se zachovala klasicistní křtitelnice z roku 1801. Interiér je zaklenutý pruskými klenbami.[4] Fasády kostela jsou členěny zdvojenými lizénami, půlkruhově ukončenými okny a výrazným obloukovým vlysem. Průčelí je členěné pilastry a ukončené slepými segmentovými arkádami vytvářejícími štít, ze kterého vyrůstá věž lemovaná pilastry a ukončená jehlancovou helmicí.
- Na rozcestí v osadě Mladoňov je pietní areál s ústřední sochou ozbrojeného partyzána v životní velikosti ve stylu socialistického realizmu z roku 1953. Socha s vročením 1944 je dílem Ladislava Snopka, architektonický návrh provedl Ján Svetlík.[2] Dne 29. října 1944 nacisti přepadli osadu Mladoňov, kde partyzáni našli přechodné útočiště. Nacisti vyrabovali a následně podpálili třináct usedlostí i s hospodářskými budovami.[5][6] U památníku začíná Naučný chodník osady Mladoňov.

## Rodáci
- Želmíra Duchajová-Švehlová (1880–1955), první slovenská malířka[7]